# Gerardo Arce
Gerardo Arce Mesias (Arequipa, 22 de septiembre de 1917-Lima, 26 de junio de 1980) fue un futbolista peruano que jugaba como mediocampista en la década de 1940. A menudo es citado como uno de los mejores jugadores peruanos del Club Alianza Lima durante la temporada de 1948.

## Trayectoria
Tras la emigración de arequipeños que era constante por esos años, Arce llegó a la capital, Lima, para terminar sus estudios secundarios en el ISTP José Pardo. Fue ahí en donde le ofrecieron la oportunidad para defender la camiseta de Alianza Lima, debido al retiro de Alberto Soria y Luis Bruzzón. Llegó de forma rápida a la titularidad, y estuvo en el club por once temporadas.
Según el exfutbolista en esa época tuvo la oportunidad de jugar en un gran equipo y representar a su país, ya que generalmente las selecciones las conformaban jugadores de Lima o el Callao, poco se miraba al provinciano. Arce era uno de los futbolistas con más talento de la época y así lo confirmó convirtiéndose en primer capitán aliancista en 1947, campeón en 1948 y 1952. También fue el capitán en las goleadas de los clásicos de 1949, (9-1) y (5-0), en 1950 también incursionó en El Dorado colombiano, jugando en el América de Cali junto a sus compatriotas Félix Castillo y Carlos Gómez Sánchez entre otros.

## Estadísticas

### Clubes
| Club            | País     | Año              |
| --------------- | -------- | ---------------- |
| Alianza Lima    | Perú     | 1941-1949 / 1952 |
| América de Cali | Colombia | 1950-1951        |
| Unión Callao    | Perú     | 1953             |

## Selección nacional
Con la selección peruana fue internacional en el Campeonato Sudamericano 1949 de Brasil, en donde disputó cinco encuentros.
| Sudamericano                 | Sede   | Resultado     | PJ | G |
| ---------------------------- | ------ | ------------- | -- | - |
| Campeonato Sudamericano 1949 | Brasil | Tercer puesto | 5  | 0 |

## Palmarés

### Campeonatos nacionales
| Título                    | Club         | País | Año  |
| ------------------------- | ------------ | ---- | ---- |
| Primera División del Perú | Alianza Lima | Perú | 1948 |
| Primera División del Perú | Alianza Lima | Perú | 1952 |